# 나인협
나인협(羅仁協, 1872년 10월 8일~1951년 4월 16일)은 대한제국의 독립운동가이며 천도교인이다. 기미년의 3.1운동의 민족대표 33인 중 한 사람이다.
천도교 도호(天道敎 道號)는 홍암(泓菴)이다. 본관은 나주로, 평안도 성천(지금의 조선민주주의인민공화국 평안남도 성천군)에서 나석항의 셋째 아들로 태어났다.

## 생애

### 활동
1890년 동학에 입교하였고 1894년에는 동학농민운동 때 평안도 지역의 동학 교도들을 이끌고 참가했다.
1904년 그가 관장하던 동학교도가 급속도로 늘어나 10,000명 이상을 관리하는 대접주로서 의창대령에 임명되었다.
1904년 3월 나인협은 평안도 지역 동학 지도부였던 문학수, 이령수, 나용환, 김안실, 홍기억, 홍기조, 노양기, 임예환 등과 함께 일본으로 건너가 손병희를 만났다. 손병희는 이들에게 국내에서 민회를 조직하라는 지시를 하였다. 나인협을 비롯한 이들은 1904년 9월 평양 영문 뜰 안에서 진보회를 개회하고, 4대 강령을 발표하고 일제히 단발을 행하였다. 이것이 소위 갑진개화운동이다.
1906년 천도교는 전국 각지에 72개 대교구를 설치하였는데, 나인협은 14교구장에 임명되었다.
1919년 2월 25일, 경성부에서 평안도 지역 천도교 인사들과 함께 손병희, 권동진, 오세창을 만나 3·1 운동에 참가하라는 권유를 받고, 민족대표 33인 중 한 명으로 참여하기로 하였다. 2월 27일, 기미독립선언서 초안에 서명했으며, 3월 1일에는 태화관에서 독립선언서를 낭독하고 만세를 부르는 모임에 참가했다가 체포되어 징역 2년형을 선고받아 복역했다.

### 해방 직후
1945년 해방후 평남 성천에 머무르면서 천도교 원로로 활동하였다. 1946년 김달현을 중심으로 천도교 청우당이 세워지고 사회주의국가 건설을 위한 활동을 전개하자 나인협은 이에 반대입장을 펼쳤다. 그로 인해 평양감옥에서 6개월간 수감생활을 하였다. 1950년 한국전쟁이 발발하자 1.4후퇴때 월남하였다.
월남 이후 부산 범일동 피난민촌에서 어렵게 생활하였으며, 1951년 4월 16일 오전 9시 25분 향년 81세를 일기로 영면하였다. 4월 20일 정부 주관으로 영결식이 열렸다.

## 사후

### 1973년 유해 이장
1951년 4월 16일 사후 22년간을 부산 범일동의 어느 양지바른 야산 터에 안장되어 있던 그의 유해는 1973년 10월 31일 서울 동작동 국립묘지(현재 국립 서울현충원)로 이장되었다.

### 1962년 서훈 추서
- 대한민국 정부는 그의 공헌을 기려 1962년에는 건국훈장 대통령장을 추서하였다.

## 같이 보기
- 독립유공자로 대통령장을 수여받은 사람

## 참고 문헌
- 나인협 : 독립유공자 공훈록 - 국가보훈처